# Sent Julian de Grascapon
Sent Julian (francès Saint-Julia-de-Gras-Capou) és un municipi del departament francès de l'Alta Garona, a la regió d'Occitània.

## Monument

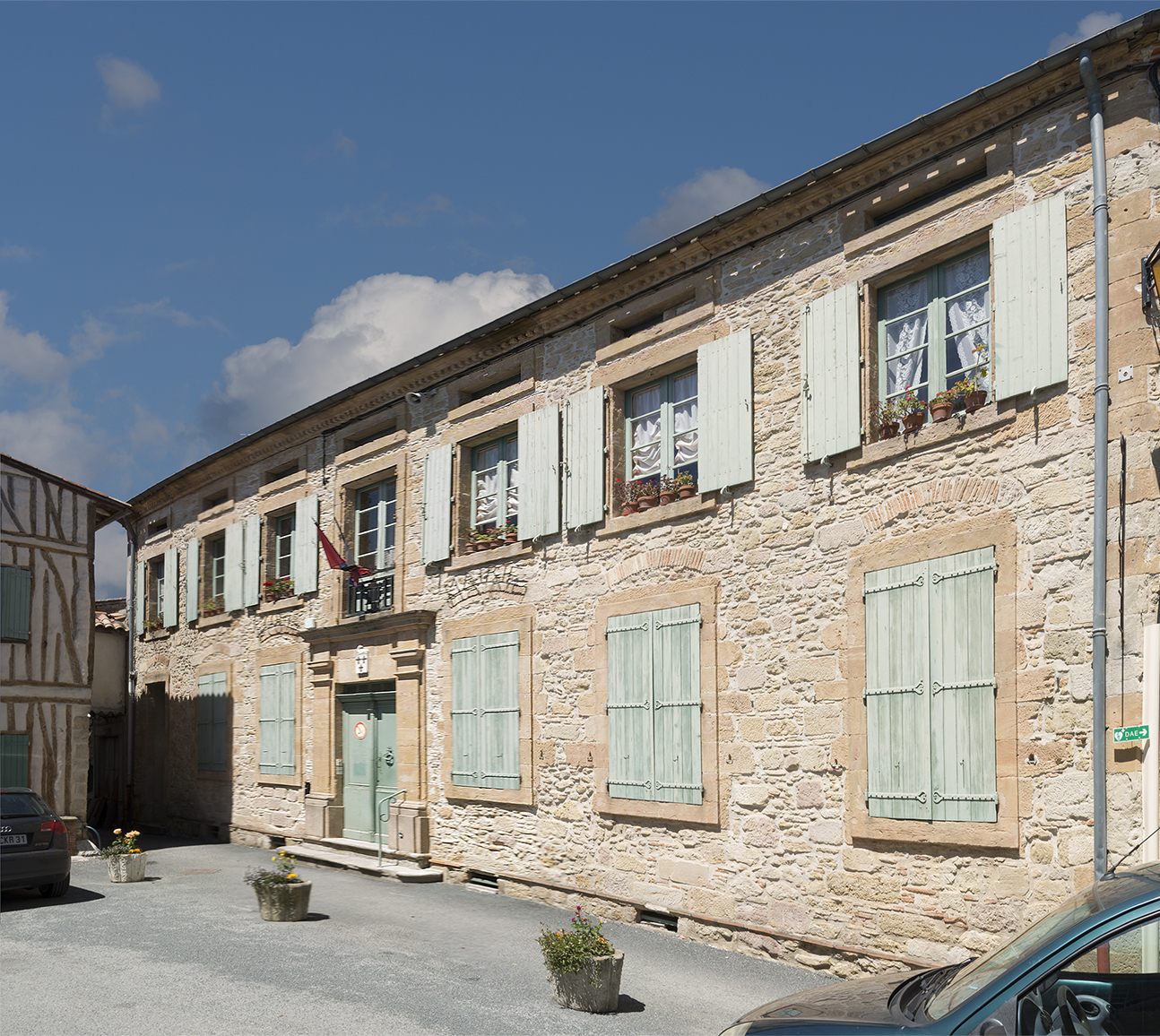
Ajuntament.
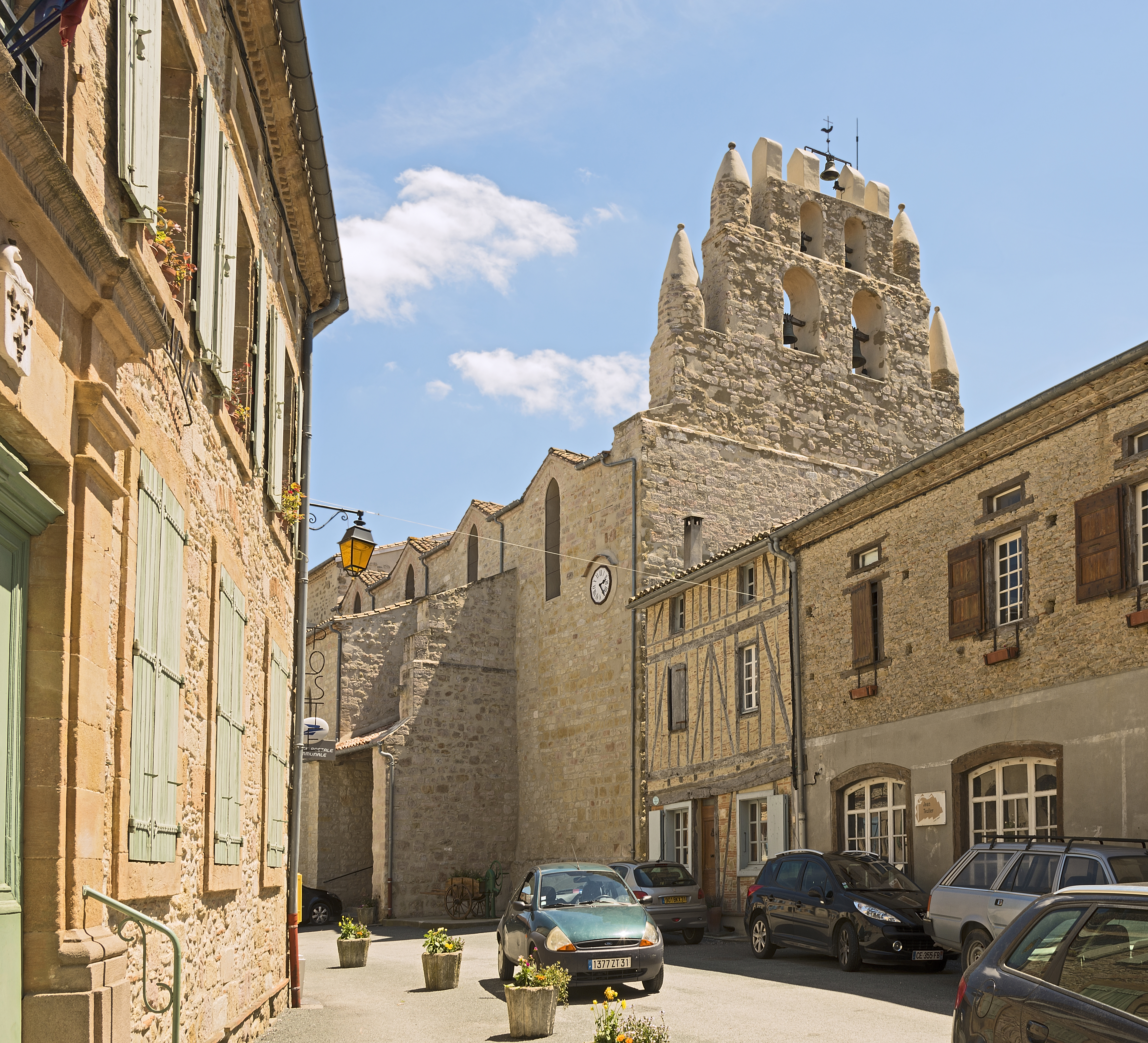
L'Església.
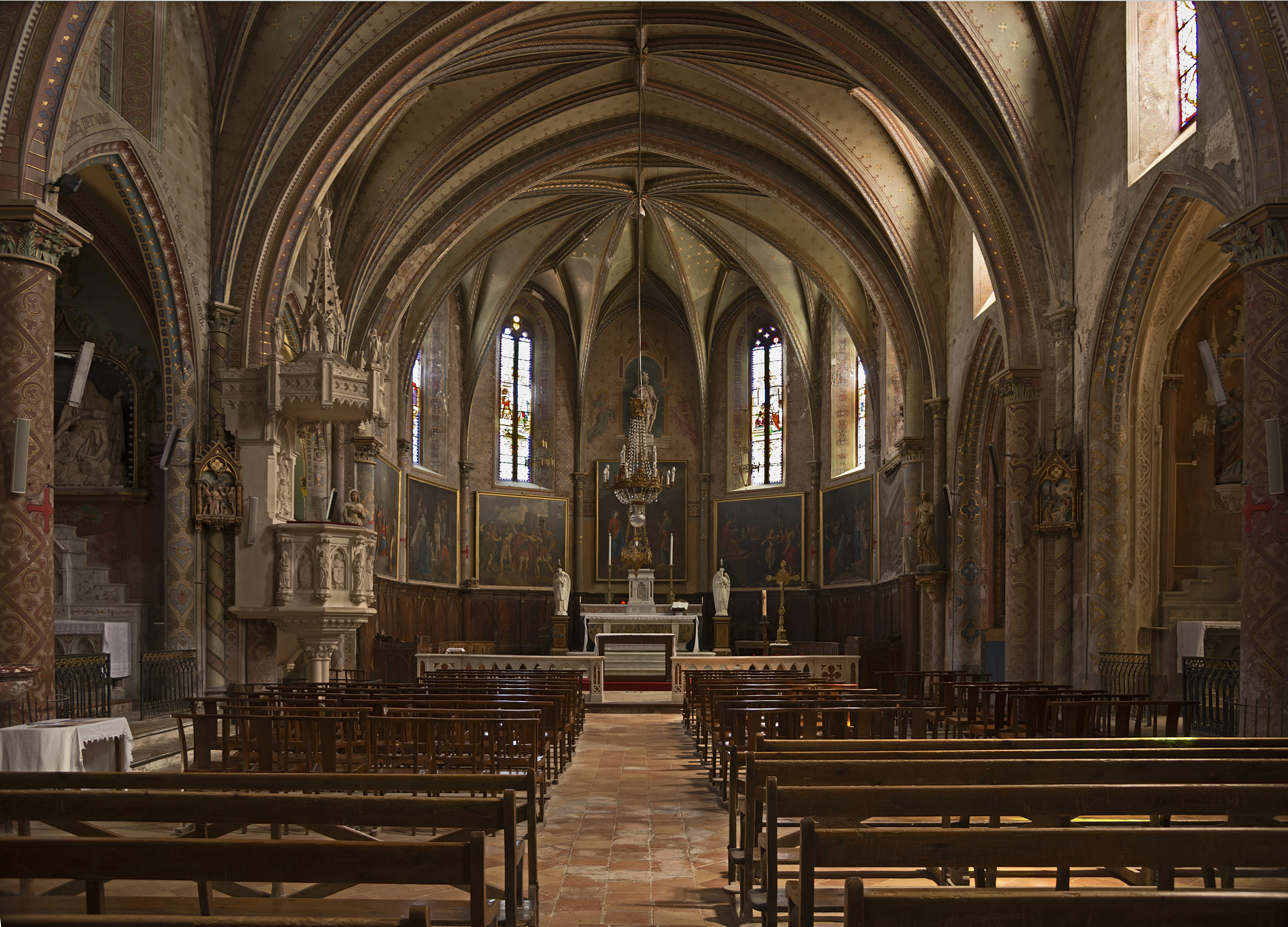
L'interior de l'església